# Estrella T Tauri

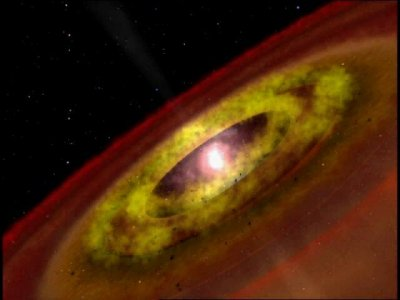
Estrella T Tauri amb un disc circumestel·lar
(representació artística)

Les estrelles T Tauri, o estels T Tauri, són un tipus d'estrelles variables irregulars anomenades a partir de l'objecte prototípic del grup, en aquest cas, l'estrella T Tauri. Són estrelles joves que no pertanyen encara a la seqüència principal. Es troben a prop de núvols moleculars i s'identifiquen per la seva variabilitat estel·lar i la presència de línies intenses en la seva cromosfera.
Les estrelles T Tauri són les estrelles visibles més joves; són del tipus espectral F, G, K i M, i amb una massa inferior a dues masses solars. Les seves temperatures superficials són similars a les de les estrelles de la seqüència principal de massa semblant, però la seva lluminositat és significativament més alta, ja que tenen un radi més gran.
Les seves temperatures centrals són probablement massa baixes per a iniciar reaccions de fusió de l'hidrogen. La seva font d'energia està basada en l'alliberament d'energia gravitacional a mesura que l'estrella es va contraient fins a esdevenir una estrella de la seqüència principal; i poden tardar a assolir aquest estat entre 10 i 100 milions d'anys. Les estrelles T Tauri tenen períodes de rotació curts, i són molt actives i variables; el període és d'uns dotze dies, molt inferior al del Sol, que n'és d'un mes.
Mostren emissions intenses i variables de raigs X i d'ones de ràdio, i moltes tenen vents solars molt forts. Els seus espectres presenten major abundància de liti que en el cas del Sol i d'altres estrelles de la seqüència principal, ja que aquest element químic es destrueix a temperatures superiors a 2.500.000 K.
Aproximadament la meitat de les estrelles T Tauri estudiades tenen discs circumestel·lars, anomenats en aquest cas discs protoplanetaris, ja que es tracta dels possibles progenitors de sistemes planetaris com el sistema solar. La majoria de les estrelles T Tauri es troben en sistemes binaris.
Uns objectes similars a les estrelles T Tauri però amb massa més gran, entre 2 i 8 masses solars, són les anomenades estrelles Herbig Ae/Be, que corresponen a estrelles de tipus espectral A i B, que encara no han entrat en la seqüència principal. No s'han observat objectes d'aquest tipus amb massa superior a 8 masses solars, ja que evolucionen molt ràpidament: quan són visibles ja es produeix la fusió de l'hidrogen dins el nucli i són, per tant, estrelles de la seqüència principal.
Exemple: AA Tauri és un estel que s'hi troba en la constel·lació del Taure a uns 450 anys llum de distància del Sistema Solar.